# Troglohyphantes svilajensis bosnicus
Troglohyphantes svilajensis bosnicus is een spinnenondersoort in de taxonomische indeling van de hangmatspinnen (Linyphiidae).
Het dier behoort tot het geslacht Troglohyphantes. De wetenschappelijke naam van de soort werd voor het eerst geldig gepubliceerd in 1948 door Josef Kratochvíl.